# 鷲の翼
鷲の翼（わしのつばさ、英語: On Eagles' Wings）はオレゴンカトリック出版から発売されているキリスト教の歌曲。1976年に、マイケル・ジョンカス（Michael Joncas,牧師兼作曲家）が作曲した。元はミサ用であるが米国で同時多発テロの哀悼として流されることがある。イザヤ書第40章31節をモチーフとしている。
2020年11月、アメリカ大統領選挙の勝利演説でジョー・バイデンが故人の長男ボー・バイデンにとって大切な曲として引用し注目を集めた。